# シティ・オブ・リヴァプール (ニューサウスウェールズ州)
シティ・オブ・リヴァプール（City of Liverpool）は、オーストラリア・ニューサウスウェールズ州の地方公共団体。

## 概要
市の中心に当たるリヴァプールはシドニー中心業務地区（CBD）の南西32キロメートルに位置する。北から時計回りに、シティ・オブ・フェアフィールド、シティ・オブ・バンクスタウン、サザランド・シャイア、シティ・オブ・キャンベルタウン、カムデン・カウンシル、ウォロンディリー・シャイア、シティ・オブ・ペンリスと接する。
シティ・オブ・リヴァプールの人口は、18万人を数え、ニューサウスウェールズ州の地方公共団体の中では6番目に多い。

## 地理

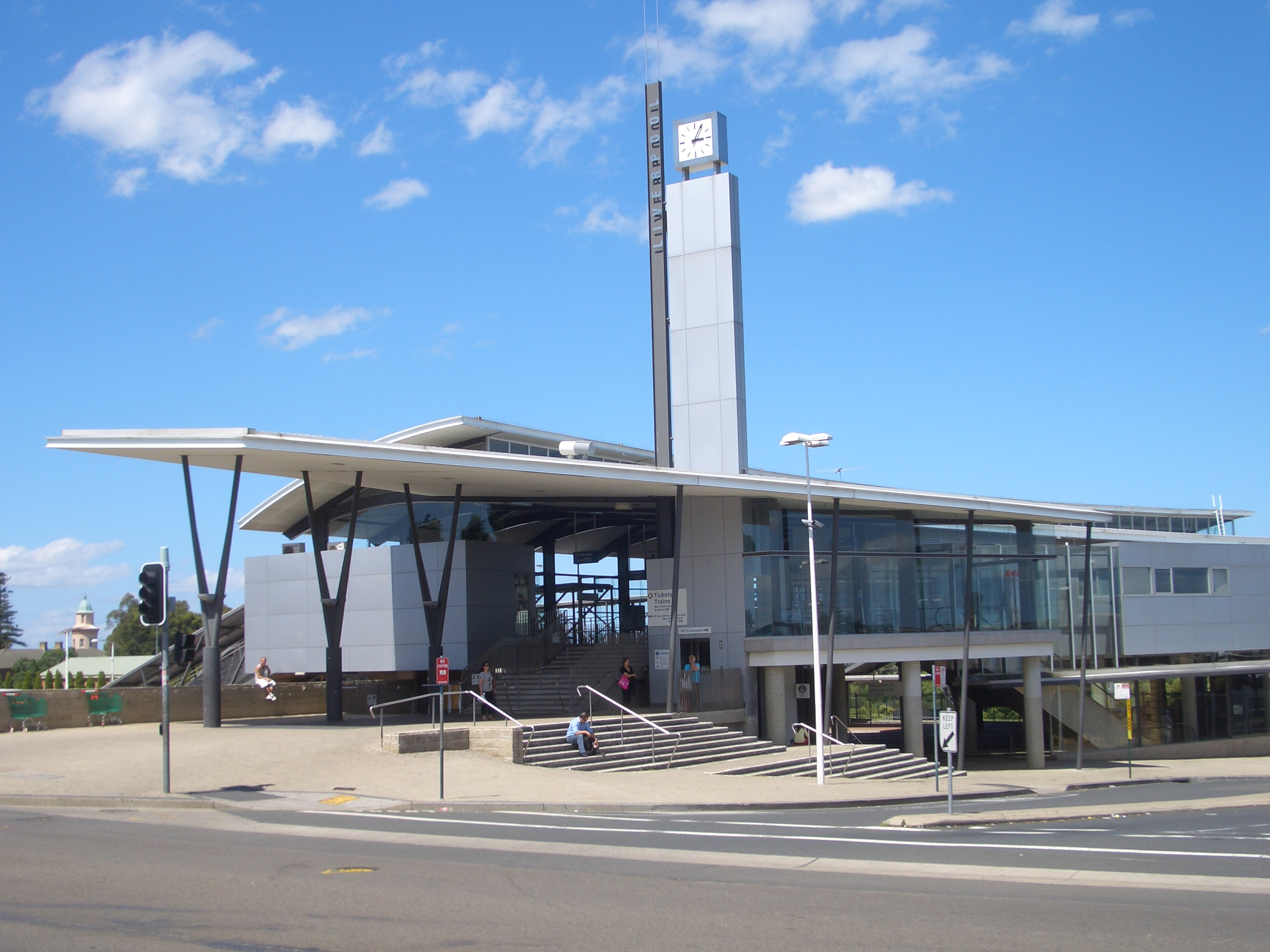
リヴァプール駅

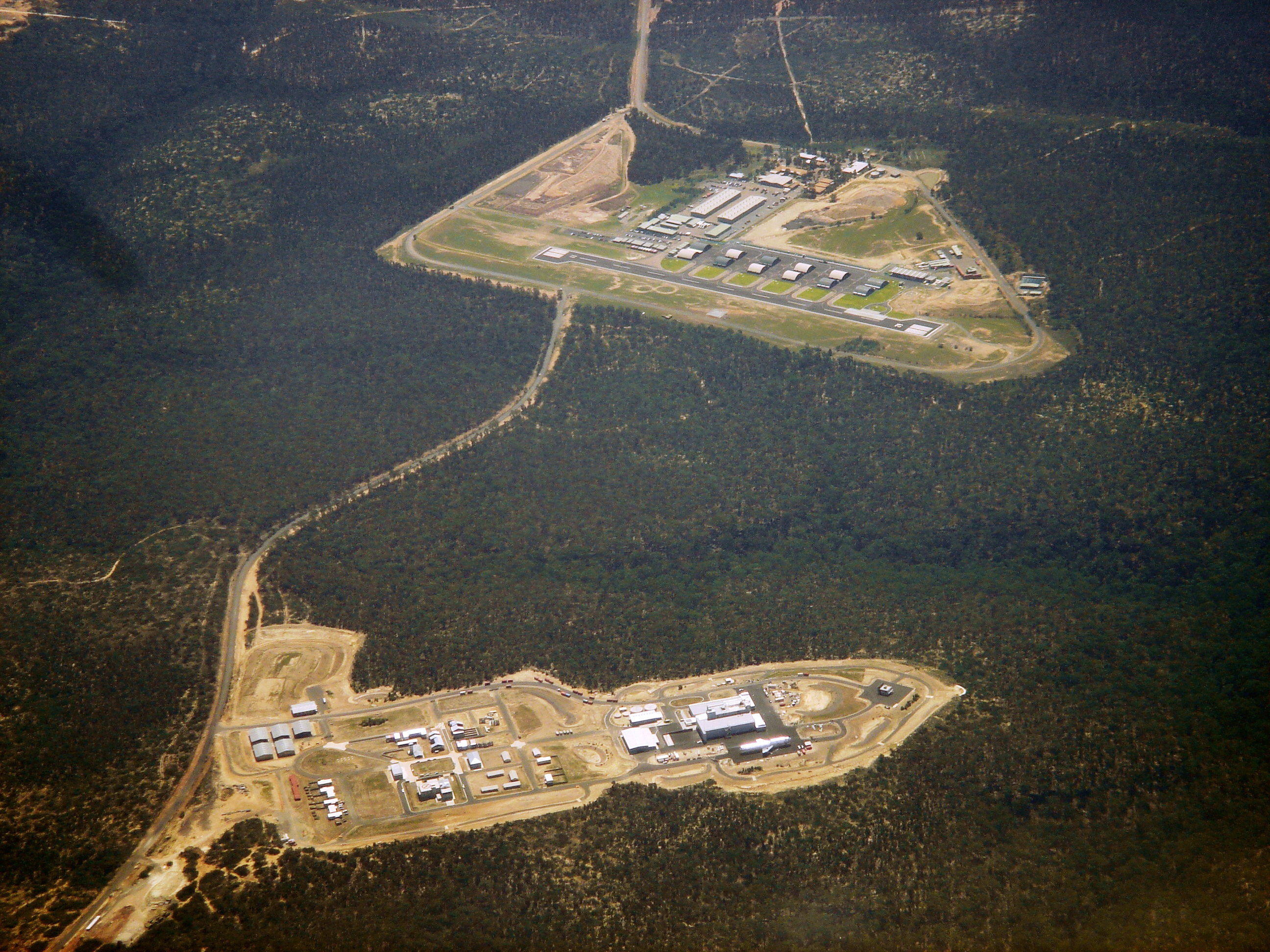
ホルズワーズィー・バラック

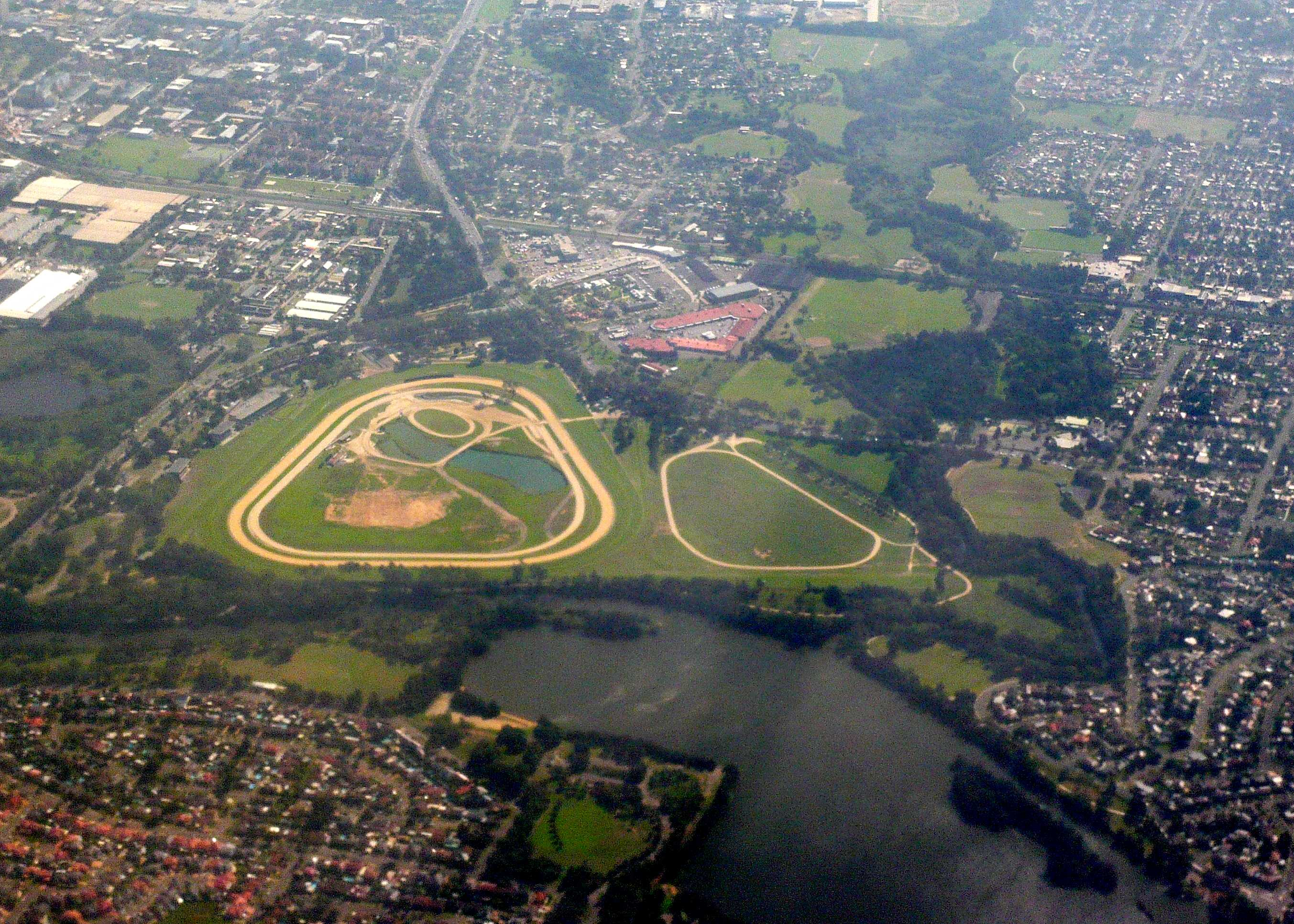
ワーウィック・ファーム競馬場

太平洋へと注ぎ込むジョージズ川が市内を蛇行する。ジョージズ川に沿う形で複数の公園が建設され、また、複数の自然保護区も設定されている。ジョージズ川は、市の東部において、シティ・オブ・バンクスタウンとの境界線を形成する。
市内を南西から北東に横断する川であるキャブラマッタ川沿いにも同様に複数の公園が設定されており、チッピングノートン湖で、ジョージズ川に合流する。市域の北東部において、シティ・オブ・フェアフィールドとの境界線を形成する。
シドニー南西部における交通の要所であり、プレストンズにおいて、3本の高速道路が交差する。3本の高速道路とは、北のブラックタウン方面へつながるウェストリンクM7、東のシドニー国際空港を起点とするM5 サウスウェスタン・モーターウェイ、メルボルンへ至るヒューム・ハイウェイである。
鉄道においても、シティレールの空港・インナーウェスト・アンド・サウス線、カンバーランド線、バンクスタウン線の3本が市の中心駅であるリヴァプール駅に乗り入れる。
他の地方公共団体に見られないものとして、市の南東部の一角をオーストラリア陸軍の駐屯地であるホルズワーズィー・バラックがあることである。
市域の北東部位置するサバーブには、ワーウィック・ファーム競馬場がある。

## 構成サバーブ
シティ・オブ・リヴァプールは、以下のサバーブで構成される。
| サバーブ名             | サバーブ名英語表記 | 郵便番号 | 画像 | 画像説明 | 備考                                     |
| ---------------------- | ------------------ | -------- | ---- | --- | ---------------------------------------- |
| アッシュクロフト       | Ashcroft           | 2168     |      | アッシュクロフトの公園                                                                                       |                                          |
| オーストラル           | Austral            | 2179     |      | |                                          |
| バッジェリー・クリーク | Badgery Creek      | 2555     |      | |                                          |
| ブリンゲリー           | Bringelly          | 2556     |      | | カムデン・カウンシルとまたがる           |
| バスビー               | Busby              | 2168     |      | バスビー・パブリックスクール                                                                                 |                                          |
| カーネス・ヒル         | Carnes Hill        | 2171     |      | |                                          |
| カートライト           | Cartwright         | 2168     |      | カートライト・パブリックスクール                                                                             |                                          |
| キャスラ               | Casula             | 2170     |      | リーコック地域公園                                                                                           |                                          |
| セシル・ヒルズ         | Cecil Hills        | 2171     |      | セシル・ヒルズにある湖                                                                                       |                                          |
| セシル・パーク         | Cecil Park         | 2178     |      | | シティ・オブ・フェアフィールドとまたがる |
| チッピング・ノートン   | Chipping Norton    | 2170     |      | チッピングノートン湖                                                                                         |                                          |
| デンハム・コート       | Denham Court       | 2565     |      | デンハム・コート聖公会教会                                                                                   |                                          |
| エドモンソン・パーク   | Edmonson Park      | 2174     |      | エドモンソン駅建設現場                                                                                       |                                          |
| グリーン・ヴァレー     | Green Valley       | 2168     |      | グリーン・ヴァレー・プラザ                                                                                   |                                          |
| グリーンデール         | Greendale          | 2745     |      | |                                          |
| ハモンドヴィル         | Hammondville       | 2170     |      | |                                          |
| ヘッケンバーグ         | Heckenberg         | 2168     |      | ヘッケンベルグ・パブリックスクール                                                                           |                                          |
| ヒンチンブルック       | Hinchinbrook       | 2168     |      | セブンスデイ聖公会教会                                                                                       |                                          |
| ホルスワーズィー       | Holsworthy         | 2173     |      | ホルスワーズィー高校                                                                                         | サザランド・シャイアとまたがる           |
| ホーニングシー・パーク | Horningsea Park    | 2171     |      | |                                          |
| ホックストン・パーク   | Hoxton Park        | 2171     |      | ホックストン・パーク・ショッピングセンター                                                                   |                                          |
| ケンプス・クリーク     | Kemps Creek        | 2178     |      | | シティ・オブ・ペンリスとまたがる         |
| レッピントン           | Leppington         | 2571     |      | | カムデン・カウンシルとまたがる           |
| リヴァプール           | Rosebery           | 2170     |      | マッコーリー・ストリート・モール                                                                             |                                          |
| ルッデンハム           | Luddenham          | 2745     |      | | シティ・オブ・ペンリスとまたがる         |
| ラーニー               | Lurnea             | 2170     |      | |                                          |
| ミドルトン・グランジ   | Middleton Grange   | 2171     |      | |                                          |
| ミラー                 | Miller             | 2168     |      | |                                          |
| ムーアバンク           | Moorebank          | 2170     |      | |                                          |
| プレジャー・ポイント   | Pleasure Point     | 2172     |      | |                                          |
| プレストンズ           | Prestons           | 2170     |      | |                                          |
| ロスモア               | Rossmore           | 2557     |      | | カムデン・カウンシルとまたがる           |
| サドリア               | Sadleir            | 2168     |      | ランダ公園                                                                                                   |                                          |
| ボイジャー・ポイント   | Voyager Point      | 2172     |      | ジョージズ川の対岸に位置するイースト・ヒルズ（シティ・オブ・バンクスタウン）とボイジャー・ポイントを結ぶ橋梁 |                                          |
| ワーウィック・ファーム | Warwick Farm       | 2170     |      | ワーウィック・ファームにあるシドニー・ハーバー・ブリッジのレプリカ                                           |                                          |
| ワットル・グローヴ     | Wattle Grove       | 2173     |      | |                                          |
| ウェスト・ホックストン | West Hoxton        | 2171     |      | フランシス湖                                                                                                 |                                          |

## 議会
シティ・オブ・リヴァプールの議会は、市長を含めた11人によって構成される。任期は4年。選挙区は2つで、それぞれの定員は5議席である。市長は、直接選挙で選出される。最新の議会選挙は、2012年9月8日に実施された。 無所属7議席、オーストラリア自由党が7議席、オーストラリア労働党が4議席、諸派が1議席を獲得した。市長は、オーストラリア自由党のNed Mannoun。

## 歴史
シティ・オブ・リヴァプールの地域は、ヨーロッパ人がオーストラリアに形成した最古の都市の１つである。1810年11月7日、ニューサウスウェールズ州総督であるラックラン・マッコーリーによって、街の建設が開設された。その後、順調な発展を遂げ、1848年に、地方公共団体となった。最初の議会の開催は、1872年のことであった。